# Gertrude Caton Thompson
Gertrude Caton Thompson (Londres, 1 de febrero de 1888–Broadway, Worcestershire (Inglaterra), 18 de abril de 1985) fue una influyente arqueóloga inglesa y una de las primeras mujeres que se dedicaron a esta disciplina. La minuciosidad y metodología de sus investigaciones fueron pioneras. Trabajó sobre el terreno sobre todo en Egipto, Gran Zimbabue y Yemen. Fue la primera mujer que presidió La Sociedad Prehistórica del University College de Londres.

## Biografía
Gertrude Caton Thompson era hija de William Caton Thompson y Ethel Gertrude Page. Nació en Londres, en 1888 y fue educada en colegios privados de París y Eastbourne. Su interés en la arqueología surgió durante un viaje a Egipto con su madre en 1911 sumado a una serie de conferencias sobre la Antigua Grecia a las que asistió impartidas por Sarah Paterson en el Museo Británico. En 1912 recibió una herencia que le permitió asegurar su independencia financiera y sus posteriores excavaciones. Durante la Primera Guerra Mundial, trabajó para el Ministerio británico de la Marina y asistió en 1919 a la Conferencia de Paz de París. En 1921 Caton Thompson inició sus estudios en el University College de Londres donde tuvo como maestras a Margaret Murray, Flinders Petrie y Dorothea Bate, excavando en el Alto Egipto durante el invierno de aquel año. Al año siguiente empezó a estudiar en el Newnham College de la Universidad de Cambridge antes de unirse a otras excavaciones en Egipto con Petrie y Guy Brunton en 1924.

### Egipto

Mapa de la cultura Badari en el Alto Egipto

Durante la década de 1920 trabajó como arqueóloga inicialmente en Egipto para la Escuela Británica de Arqueología de Egipto además de desarrollar también trabajo de campo en Malta. En Egipto participó en numerosas excavaciones, entre ellas en Abydos, Badari, y Qau el Kebir. Caton Thompson se interesó especialmente en el Egipto Prehistórico y fue uno de los primeros arqueólogos que investigó el tramo temporal completo desde el Paleolítico hasta el periodo predinástico de Egipto. Muchos de sus hallazgos están ahora en la colección del Museo británico.
Mientras trabajando en la región de El Badari 1923–24 tomó la iniciativa para explorar los restos prehistóricos de Hemamieh. El trabajo de Caton Thompson se distinguió por su meticulosidad. Excavaba cuidadosamente tramos de seis pulgadas (15,24 centímetros) y grababa la posición exacta de cada utensilio encontrado. Esta manera de excavar fue en muchos aspectos precursora del trabajo realizado en generaciones posteriores, por lo que su trabajo se sitúa por delante de sus colegas contemporáneos y muchos de sus sucesores
En 1925 Caton Thompson y la geóloga Elinor Wight Gardner realizaron la primera prospección arqueológica del norte de Faiyum, donde trabajaron para corelacionar los antiguos niveles del lago con la estratificación arqueológica. Continuaron trabajando en Faiyum durante los siguientes dos años para el Instituto Antropológico Real donde descubrieron dos culturas Neolíticas desconocidas. Las dos trabajaron también en las zonas prehistóricas de Kharga Oasis en 1930. Todo ello les llevó a investigar de manera más amplia el paleolítico en África del Norte, trabajo que Caton Thompson publicó en 1952.

### Gran Zimbabue

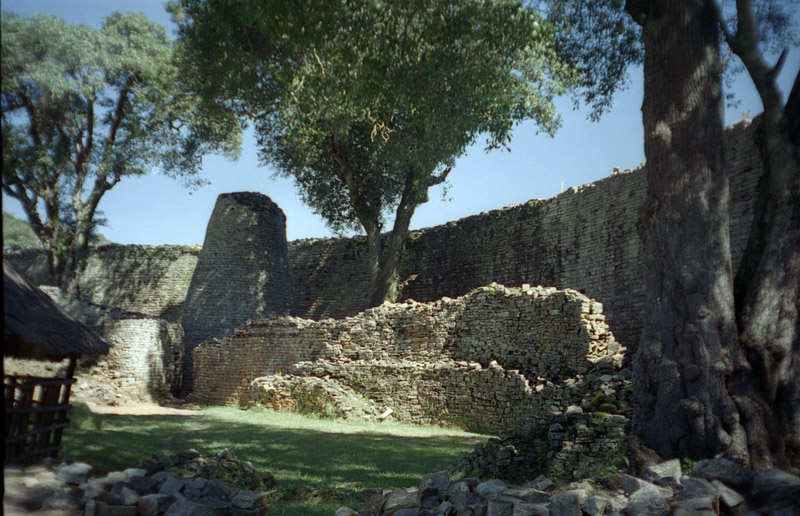
Ruinas en el Gran Zimbabue

En 1928, la Academia británica invitó a Caton Thompson a investigar los orígenes de ruinas del sudeste de Zimbabue cerca del Lago Mutirikwe. Conocido desde el siglo XVI, el Gran Zimbabue había sido excavado anteriormente por James Theodore Bent y David Randall-MacIver y había surgido la controversia de si fue un trabajo realizado por los africanos (posición de MacIver) o de alguna otra civilización. Trabajando con Kathleen Kenyon, las excavaciones de Caton Thompson concluyeron que el Gran Zimbabue era producto del trabajo de una "civilización nativa". Su posición recibió numerosas críticas por parte de medios de comunicación y de la comunidad arqueóloga que con una visión eurocéntrica negaba la posibilidad de que los constructores fueran los propios africanos. En la actualidad los arqueólogos coinciden en considerar que la ciudad fue la civilización africana que utilizaba el idioma Shona.

### Excavaciones en Yemen

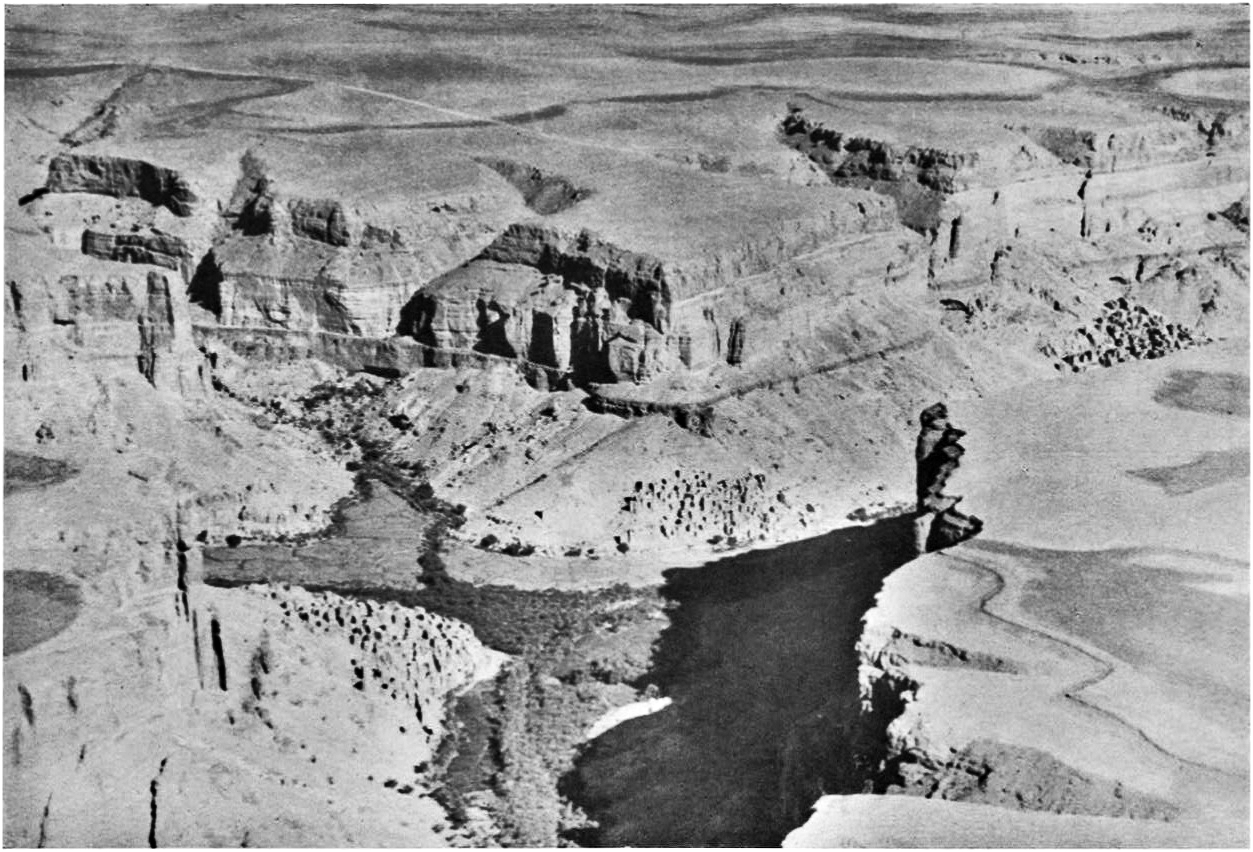
Hadhramaut 1929, Wadi Dawan
Fotografía tomada en noviembre de 1929 en un primer reconocimiento desde la zona más alta en las proximidades de las ruinas de Hadhramaut

En 1932, contrató a Mary Leakey para ilustrar su libro El Desierto Fayoum influyendo en gran medida su posterior carrera en paleontología. A finales 1937 Caton Thompson y Elinor Wight Gardner, acompañadas por Freya Stark, iniciaron la primera excavación sistemática de Hadhramaut en el Yemen. Las reslaciones entre Caton Thompson y Stark fueron notoriamente tensas, con Stark burlándose de una anónima pero identificable mujer arqueóloga en su libro Un Invierno en Arabia en 1940.
Caton Thompson se retiró del trabajo de campo después de la Segunda Guerra Mundial. Murió a los 97 años en Broadway, Worcestershire (Inglaterra)

## Honores y distinciones
En 1938 le ofrecieron el puesto de Disney Profesor de Arqueología en la Universidad de Cambridge pero rechazó el puesto que posteriormente fue aceptado por Dorothy Garrod. Fue miembro investigador en el Newnham College de Cambridge en 1923 y miembro honoraria de 1934 a 1945 45, recibiendo un doctorado honorario en 1954. De 1940 a 1946 fue la primera mujer que presidió la Sociedad Prehistórica y fue también elegida miembro de la Academia Británica en 1944. En 1961 fue miembro fundadora de la Escuela británica de Historia y Arqueología en África del este y distinguida como miembro honoraria tras participar en su consejo durante 10 años.

## Publicaciones
- Guy Brunton, G. Caton Thompson, The Badarian civilisation and predynastic remains near Badari, British School of Archaeology in Egypt, London 1928.
- The Zimbabwe Culture, 1931; F. Cass, 1970
- Gertrude Caton Thompson, Elinor Wight Gardner The Desert Fayum, Royal Anthropological Institute of Great Britain and Ireland, 1934.
- Kharga Oasis in Prehistory, University of London, 1952
- Mixed memoirs, Paradigm Press, 1983